# تپه سیلوانا
تپه سیلوانا مربوط به سدهٔ ۸–۶ ه.ق است و در شهرستان ارومیه، بخش سیلوانه، شهر سیلوانه واقع شده و این اثر در تاریخ ۲۵ آبان ۱۳۸۷ با شمارهٔ ثبت ۲۳۵۹۰ به‌عنوان یکی از آثار ملی ایران به ثبت رسیده است.